# Білет МММ
Білет МММ — грошові сурогати акціонерного товариства МММ. 1 білет становив 1/100 частина акції МММ.
Введено в обіг як «акції для бідних» у квітні 1994 року для великих вкладників (1000 білетів), у травні — для дрібних (100 білетів). З 4 серпня 1994 року ділилися на «старі» (чотири ранні серії) і «нові» (нових серій; або старих — з печатками або пропаленими в них отворами, тобто гашені — можливі й інші способи гасіння).
Виведено фірмою з вільного обігу восени 1995 року при їх вкрай низькому біржовому курсі.
В 1996—1997 роках білети певних серій використовувались тільки як агітаційні та додатки до угоди про добровільне пожертвування МММ ВДП-96. Котирувалися на російських біржах у Москві (ЦРУБ до 1996, РТСБ до кінця 1995) і Санкт-Петербурзі з травня 1994 (моменту випуску) до середини 1996 року, з постійно змінним, що залежать від котирувань МММ, курсом і складним розподілом на старі/нові білети і по серіях, від чого залежала їхня ціна.
Були також «миті» і «ліві» акції та квитки.
«Митим» шахраї в 1994—1996 роках у багато разів піднімали ціну, змиваючи хімічними реактивами печатку МММ при повторному використанні і видаючи їх за чисті квитки першого випуску, за якими фірма виплачувала гроші пенсіонерам, інвалідам та пільговикам.
«Ліві» квитки взагалі ніколи не використовувалися МММ і не представляють тому ніякої цінності, шахраї продавали нетямущим людям як справжні.

## Історія
АТВТ «МММ» — російське акціонерне товариство, що стало згодом фінансовою пірамідою, від діяльності якої постраждали мільйони людей. Засновники компанії: Сергій Мавроді, його брат В'ячеслав Мавроді і Мельникова Ольга Федорівна. Керівник — Сергій Мавроді. Назвою компанії стала абревіатура початкових літер прізвищ її засновників. Сам Сергій Мавроді згодом заявляв неодноразово, що решта «засновників» — чисто номінальні фігури. Просто за чинним на той момент законодавством засновників мало бути не менше трьох. Побічно це підтверджується тим фактом, що у кримінальній справі відносно МММ дійсно проходив тільки він один. 
При реалізації сертифікатів акцій і білетів компанії їх вартість для громадян встановлювалася особисто Сергієм Мавроді, на умовах так званих самокотировок (відомостей про зростання вартості акцій компанії), які опубліковувалися в ЗМІ. При цьому фінансові документи, що підтверджують їх вартість, вкладникам не видавалися. Для білетів вони, втім, й не були потрібні, оскільки компанія ніколи і не приховувала, що формально цінними паперами вони не є. Що ж стосується акцій, то керівництво компанії вчинило дуже просто. Воно прямо оголосило, що не буде викуповувати назад належним чином оформлені (з передавальної написом і пр.) акції. Оскільки займатися переоформленням акцій при кожній операції купівлі-продажу воно просто не в змозі. Враховуючи надзвичайно високу швидкість обігу цих паперів. (Уявіть, що кожну операцію з грошима вам довелося б десь оформляти.) За законом вона мала право це робити. Викуповувати назад свої акції емітент не зобов'язаний. Відносно ж оформлення, терміни цього оформлення законом не встановлювалися, так що тут компанія закону формально не порушувала.
За результатами діяльності за 1993 рік компанія виплатила дивіденди з розрахунку 1000% річних. Кількість її вкладників, за різними даними, сягала від 10 до 15 мільйонів чоловік. МММ ніколи не обіцяла відсоткових виплат, але багато хто думав, що акції забезпечені прибутком АТВТ. Пункти купівлі-продажу акцій (а пізніше і білетів) були відкриті практично скрізь (як зараз пункти обміну валюти), і купити-продати папери МММ по оголошених компанією цінами дійсно можна було зовсім вільно в будь-який момент. За період з початку продажу акцій (1 лютого 1994 року) до моменту арешту Сергія Мавроді (4 серпня 1994 року) ціни ці зросли в 127 разів. Темпи зростання становили у середньому 100% (у два рази) щомісяця. Багато хто вважає, що компанія порушувала чинне законодавство, проте сам Мавроді завжди стверджував, що це не так і що абсолютно ніяких законів МММ не порушувала. І що саме тому ніяких звинувачень власне по самій діяльності йому пред'явити згодом так і не змогли.
У серпні 1994 Мавроді був заарештований за звинуваченням у несплаті податків, проте він відразу оголосив про свій намір балотуватися в Державну Думу і почав передвиборчу кампанію в Митищах. Під час її проведення Мавроді випускав білети номіналом 20 білетів і безкоштовно роздавав їх своїм виборцям.
АТВТ «МММ» було визнано банкрутом 22 вересня 1997 року; 22 липня 1998 року його конкурсним керуючим був призначений Костянтин Глод. Реєстр кредиторів АТ складався з 4512 чоловік, загальний обсяг їх вимог — 712,8 мільйонів рублів.

## Опис примірників

### Перша серія
Білети цієї серії були випущені в семи деномінаціях: 1, 10, 20, 50, 100, 500 і 1000 білетів. Всі квитки цієї серії зроблені з портретом Сергія Мавроді. Мікро-друк використаний на всіх білетах повторюючи БИЛЕТ МММ. Кожен квиток на папері з водяними знаками, але водяні знаки не однакові для всіх білетів, а іноді їх навіть не видно.

### Друга серія
У цій серії були випущені квитки чотирьох деномінацій 1, 100, 1000 і 10 000 білетів. Всі квитки мають портрет Сергія Мавроді, серійний номер та логотип МММ. Як і раніше, водяний знак погано або взагалі не видно. Білети виготовлені літографічним процесом. Папір включає волокна, які світяться в синьому світлі і також фарбу, яка світиться, навколо серійного номера. Квиток у 10 000 має серійний номер, який світиться зеленим кольором під ультра-фіолетовим підсвічуванням.

### Третя серія
У цій серії були випущені білети трьох деномінацій 10, 500 і 1000 білетів.
Як і раніше ці квитки виглядають по різному, однак всі вони надруковані на папері з водяними знаками (хоча водяні знаки можуть бути непомітними) та волокнами, які світяться. Головна відмінність квитків цієї серії від попередньої, це їх менший розмір. Бона у 10 білетів виглядає малоякісно з портретом Мавроді, який виглядає як сканований малюнок.
500 білетів цікаві тим, що на них присутні зображення метеликів, а на звороті присутній копірайт 'NTGRAF'.

## Колекційність
Як правило, білети МММ не представляють високої колекційної цінності через їх широку поширеність. Однак бони третьої серії можуть бути рідкісніші. Оскільки вони не є банкнотами, то, швидше за все, не потраплять в каталоги, що визначають їх колекційність і ринкову ціну. Ціни квитків МММ залежать від попиту і, як правило, можна порівняти з цінами інших «непридатних» бон та становлять близько 6 гривень за штуку.